# ダドリー・パウンド
サー・アルフレッド・ダドリー・ピックマン・ロジャーズ・パウンド（Alfred Dudley Pickman Rogers Pound　1877年8月29日 - 1943年10月21日）は、イギリスの海軍軍人。第一海軍卿を1939年6月から1943年9月まで務めた。最終階級は海軍元帥。

## 来歴
ワイト島生まれ。父親は法廷弁護士のアルフレッド・ジョン・パウンド。母親はアメリカ人で祖父は商人のダドリー・レビット・ピックマン(英語版)だった。
1891年、士官候補生として海軍入営。彼は急速に昇進し、1916年には戦艦コロッサスの艦長となった。パウンドはコロッサスの艦長としてユトランド沖海戦に臨み、2隻のドイツ巡洋艦を撃沈、2隻の駆逐艦を撃破、5本の魚雷の回避に成功するという目覚ましい成功をおさめた。
パウンドは第一次世界大戦後、海軍の企画部門に配属され1922年には企画局長となった。1920年代にロジャー・キースが地中海艦隊司令長官の任にあったとき、彼はその参謀長となった。

パウンドは1936年に地中海艦隊司令長官となり、1939年まで務めた。

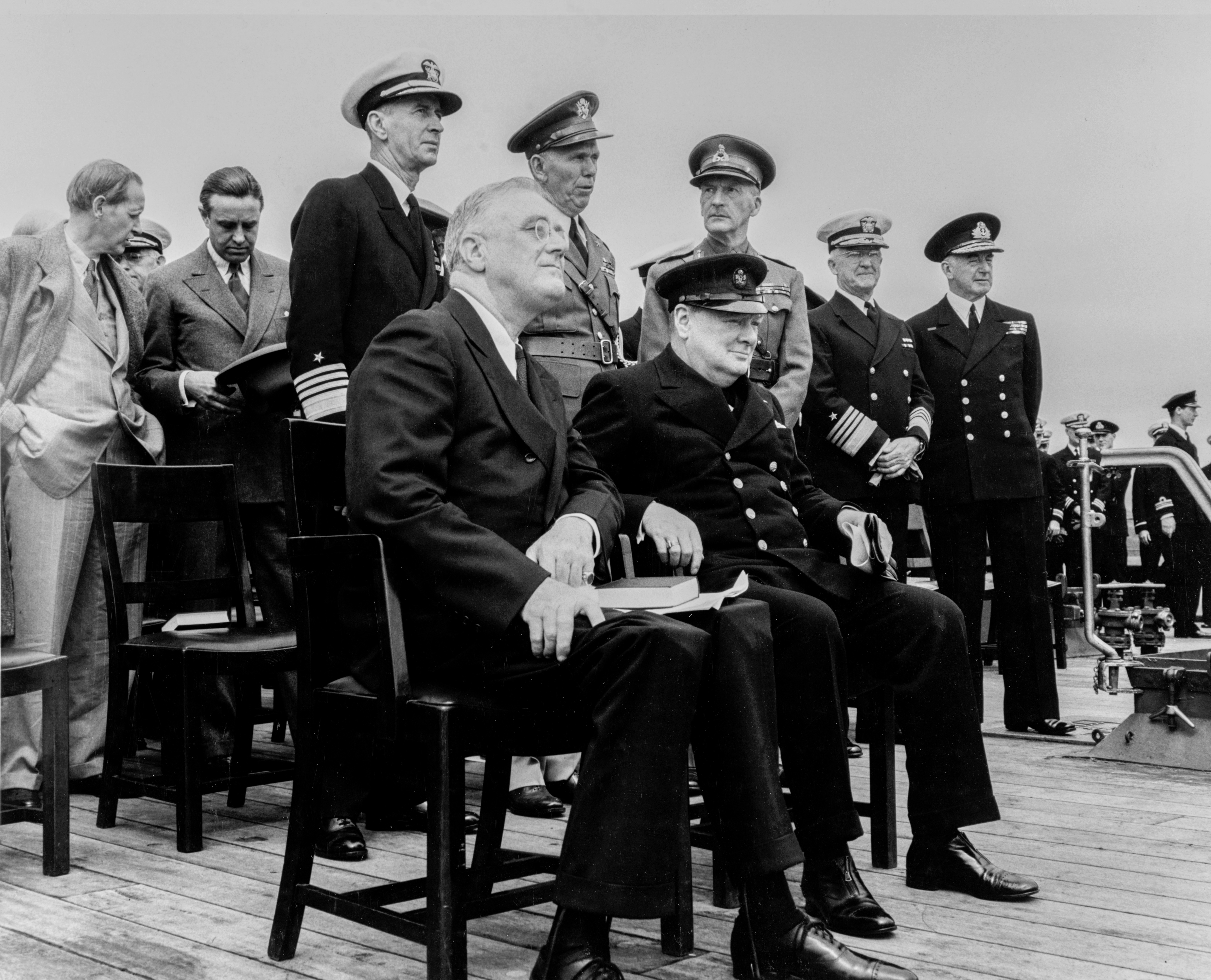
大西洋会談におけるパウンド（前から2列目右端）

1939年6月、第一海軍卿に任じられた。そして同年7月31日、海軍元帥昇任。健康状態はこの時既に思わしくなかったが、他の海軍提督たちの健康状態はよりひどいものだった。海軍の軍医は初期の脳腫瘍に気付いていたが、海軍本部にこのことを知らせなかった。また腰を悪くして十分に睡眠をとることが出来ず、このため会議で居眠りをすることがあった。
第一海軍卿に就任してからのパウンドへの評価は、はっきりと二分される。海軍本部の彼の幕僚はパウンドが一緒に仕事をしやすい人物であることに気が付いた。しかし、海上にあった提督や艦長たちはパウンドが「後部座席からあれこれ運転を指示をする」ような口出しによって干渉してくることと、そのほかに犯した過ちから彼を非難しており、本国艦隊司令長官ジョン・トーヴェイはパウンドと何度か激しく衝突している。1939年9月より、パウンドとともに仕事をしたチャーチルは、彼がかなり支配しやすい人物であることを知った。
おそらくパウンドの最も大きな成果は大西洋の戦いにおける勝利だろう。彼の最も非難される決断は、PQ17船団に対して分散を命じたことである。
1943年、健康状態が悪化した。9月に辞任し、10月21日に死去した。